# Малджа-Дешт
Малджа-Дешт (перс. ملجادشت) — село в Ірані, у дегестані Коджід, у бахші Ранкух, шагрестані Амлаш остану Ґілян. За даними перепису 2006 року, його населення становило 38 осіб, що проживали у складі 15 сімей.

## Клімат
Середня річна температура становить 9,75 °C, середня максимальна – 25,05 °C, а середня мінімальна – -6,91 °C. Середня річна кількість опадів – 404 мм.
| Клімат поселення                              | Клімат поселення | Клімат поселення | Клімат поселення | Клімат поселення | Клімат поселення | Клімат поселення | Клімат поселення | Клімат поселення | Клімат поселення | Клімат поселення | Клімат поселення | Клімат поселення | Клімат поселення |
| Показник                                      | Січ.             | Лют.             | Бер.             | Квіт.            | Трав.            | Черв.            | Лип.             | Серп.            | Вер.             | Жовт.            | Лист.            | Груд.            |                  |
| Середній максимум, °C                         | 4,26             | 4,87             | 7,58             | 13,93            | 18,74            | 23,08            | 25,05            | 24,93            | 21,52            | 17,84            | 11,24            | 6,07             |                  |
| Середня температура, °C                       | −1,33            | −0,72            | 2,00             | 8,35             | 13,15            | 17,50            | 20,27            | 20,16            | 16,76            | 13,06            | 6,48             | 1,29             |                  |
| Середній мінімум, °C                          | −6,91            | −6,31            | −3,59            | 2,77             | 7,57             | 11,90            | 15,50            | 15,39            | 11,99            | 8,28             | 1,70             | −3,49            |                  |
| Норма опадів, мм                              | 36               | 39               | 61               | 49               | 40               | 15               | 13               | 11               | 16               | 37               | 42               | 45               |                  |
| Середньомісячна швидкість вітру, м/с          | 1.95             | 2.49             | 2.63             | 2.84             | 2.31             | 2.12             | 2.08             | 2.00             | 1.88             | 1.82             | 2.22             | 1.90             |                  |
| Середньомісячна сонячна радіація, кДж/м²·день | 7606             | 10015            | 12571            | 16599            | 20438            | 23049            | 23010            | 20249            | 17243            | 12496            | 9295             | 7261             |                  |
| --------------------------------------------- | ---------------- | ---------------- | ---------------- | ---------------- | ---------------- | ---------------- | ---------------- | ---------------- | ---------------- | ---------------- | ---------------- | ---------------- | ---------------- |
| Джерело:                                      |                  |                  |                  |                  |                  |                  |                  |                  |                  |                  |                  |                  |                  |